# Konstruerat trä
Sammansatt trä, även kallat konstruerat trä, är i grunden en modifierad version av det vi finner ute i naturen. Antingen för att spara på spillmaterial eller för att materialet ska möta en särskild storlek eller önskad strukturell kvalitet. Materialet skapas från trä eller träfiber som sedan blandas med, eller blir belagt med, lim. Resultatet är brädor eller skivor, som används i allt från möbler, så som stolar eller bord, till husmaterial, som golvbelägg, väggar eller väggtillägg.

## Typer av produkter

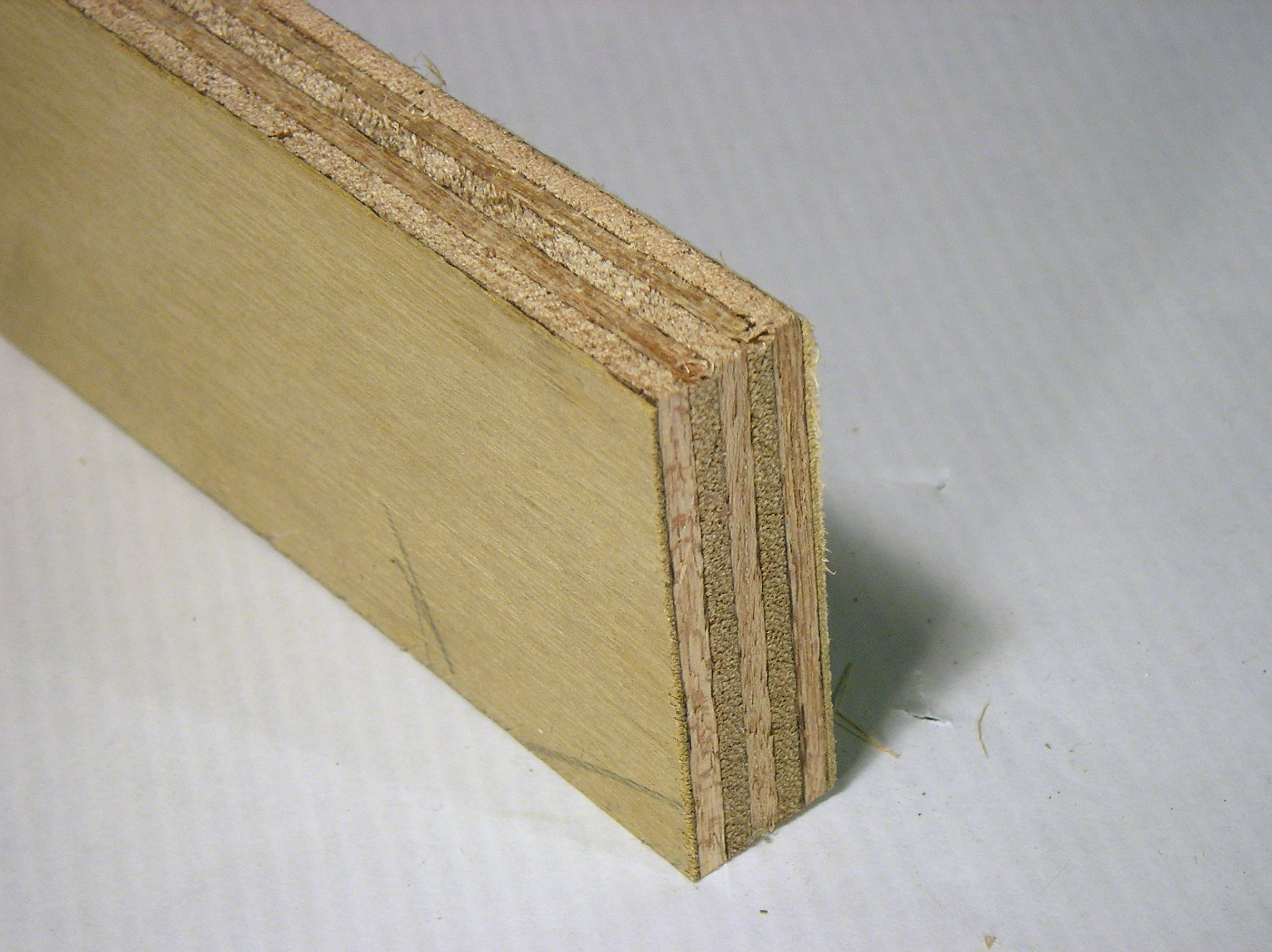
Ett exempel på en plywoodbräda.

### Plywood
Plywood är en av de vanligaste formerna av konstruerat trä. Tunna skivor läggs så att träfibrerna befinner sig vinkelrätt i relation till det tidigare lagret, sedan binder man skivorna med hartslim och härdar sedan materialet med värme och tryck.

### MDF

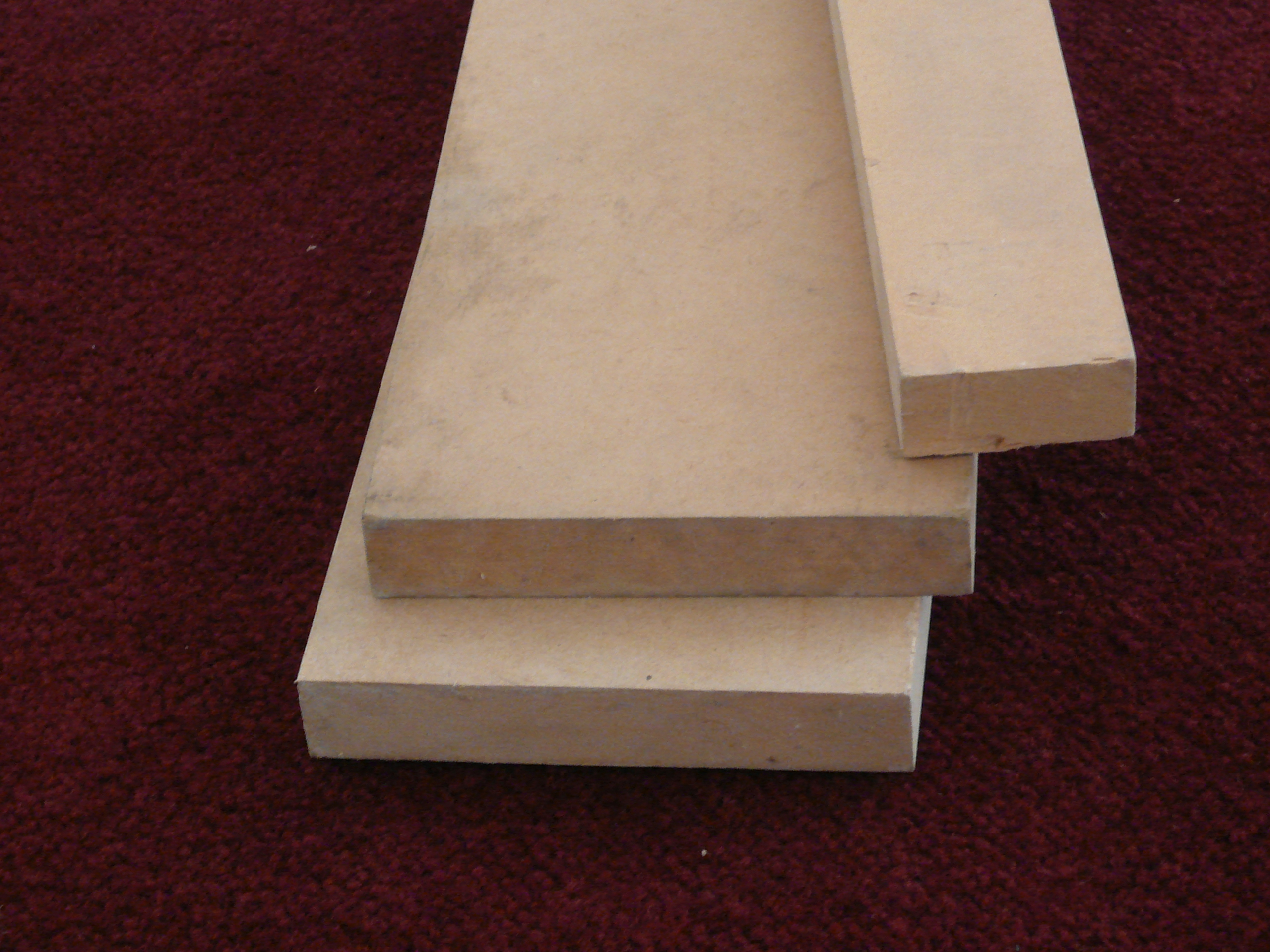
Ett exempel på en medium-density fibreboard.

MDF, eller medium-density fibreboard, består av finmalda träfibrer som sammansatts med lim under högt tryck och värme. MDF finns i många former och använts som möbler, skåp, golv, och liknande.

### Förtätat trä
Förtätat trä kan skapas genom en process av dränkning i kemikalier följd av en högtemperaturspress. Resultatet är ett trä med högre densitet med strukturella kvaliteter som gör materialet potentiellt lika starkt som stål i särskilda sammanhang. Natriumhydroxid (NaOH) och natriumsulfit (Na2SO3) kan användas för att lösa upp och avlägsna en del av träets lignin och hemicellulosa utan att påveeka själva cellulosan. Detta gör träet mer formbart, då man pressar det i höga temperaturer för att totalt kollapsa cellväggarna så att materialet ska bli så tätt som möjligt. Förtätningen skapar vätebindningar, vilket är en anledning till den ökade styrkan.
I framtiden kan träet användas inom de flesta applikationer där stål används, eftersom det är jämförbart i många av dess styrkor medan det kräver mindre energi att producera samt leder till en lägre mängd koldioxidutsläpp. Genom den minskade vikten har fordon som bilar och flygplan även sparat bränsle under resor. Träet kan vara lika starkt som stål och väga en sjättedel av trä, vilket i särskilda test, har visats kunna stoppa skott från skjutvapen. Det är inte lika skyddande som Kevlar, men kostar runt fem procent så mycket att producera, vilket är varför det kan användas som skyddsutrustning i framtiden.

### Transparent trä

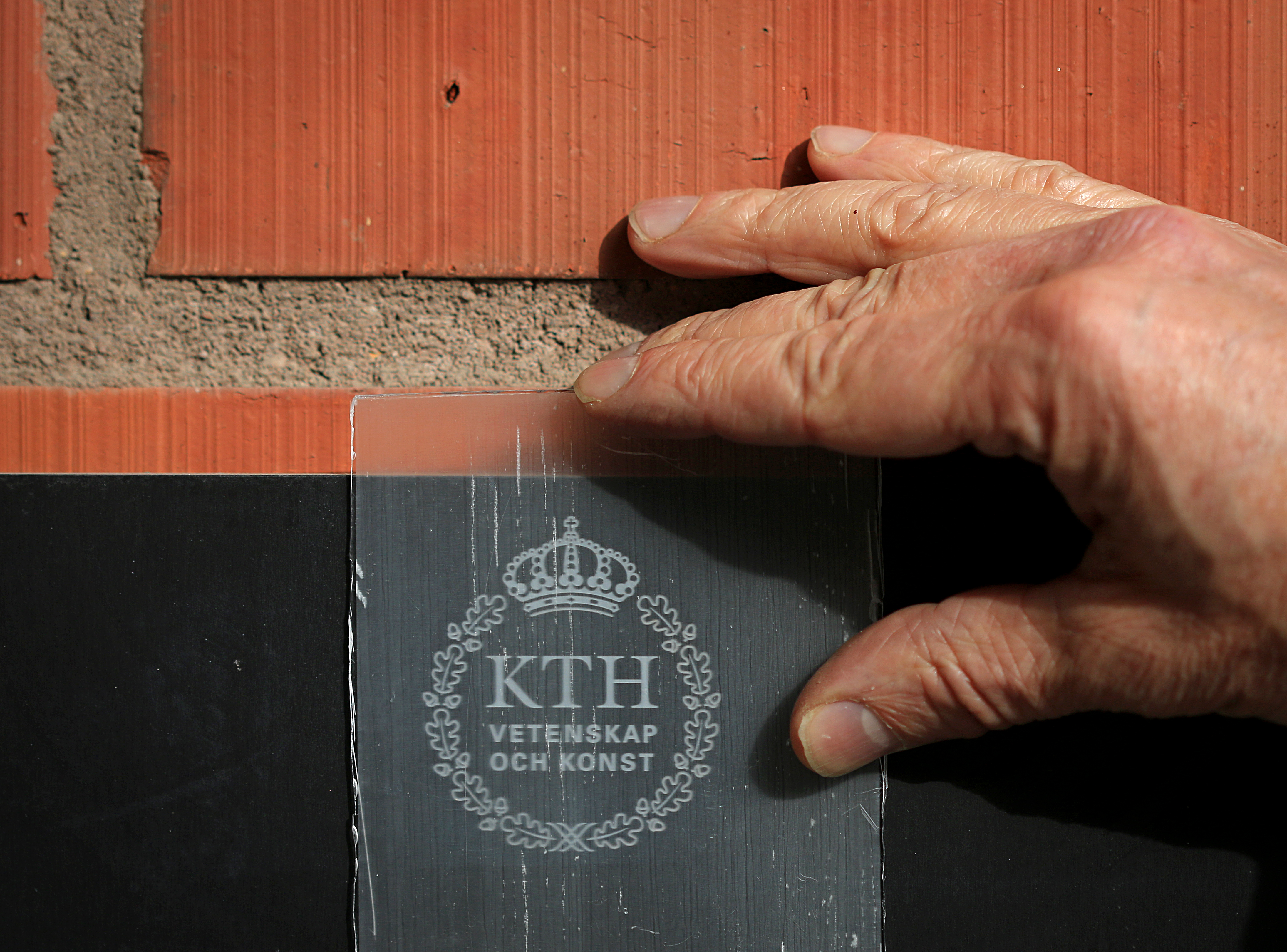
Exempel på en transparent träskiva.

Transparent trä är en produkt av kemisk modifiering som tänkts kunna användas som byggmaterial, där man ersätter träets lignin med en annan substans som återställer träets strukturella styrka, men är i sig själv, transparent. Träet kan ersätta glas som fönstermaterial, eftersom visst transparent trä har en likvärdig mängd genomskinlighet efter tillverkningsprocessen och slutprodukten är fem gånger mer termiskt effektivt vilket hade sparat hushållsresurser som används för att behålla en behaglig temperatur.